# Giuliano da Rimini

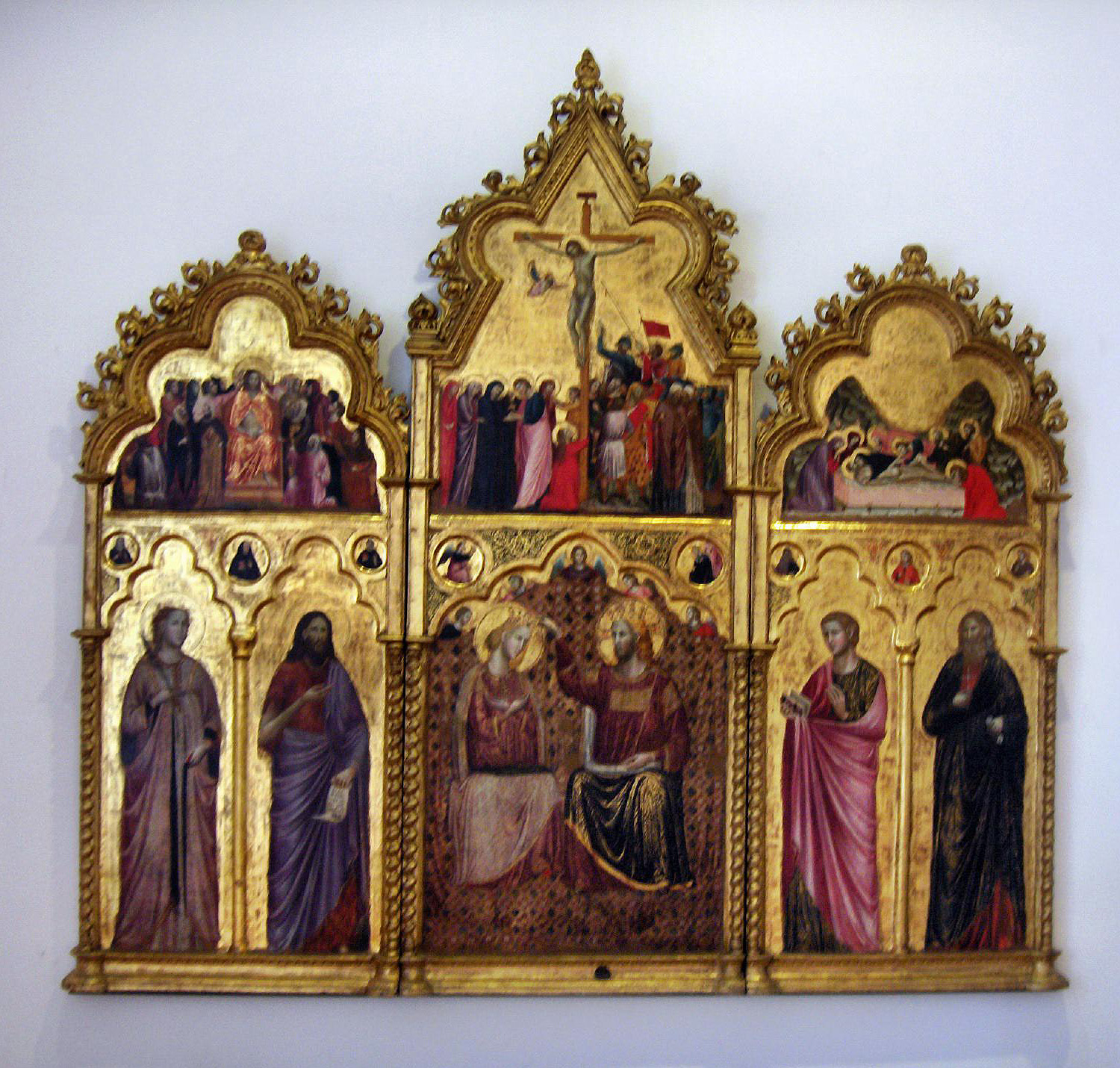
il polittico su tavola con L’incoronazione della Vergine, santi e scene della Passione e morte di Cristo
Museo della Città, Rimini

Giuliano da Rimini (fl. XIV secolo) è stato un pittore italiano, documentato dal 1307 al 1324..

## Biografia
L'attività di questo maestro, appartenente alla scuola riminese di ispirazione giottesca, si svolse in parallelo a quella di Giovanni da Rimini, con il quale potrebbe aver avuto momenti di collaborazione

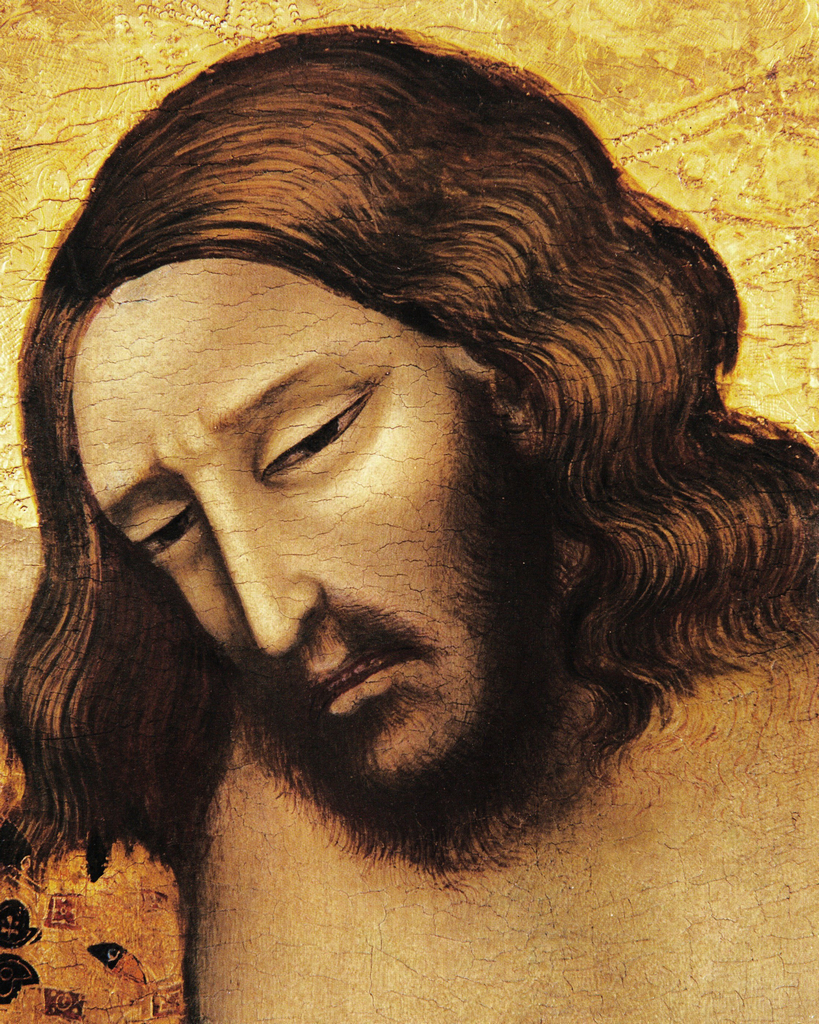
Testa di Cristo, Fondazione Cassa di Risparmio di Rimini

Firmato e datato al 1307 è il paliotto raffigurante la Madonna in trono e santi, già ad Urbania ma ora conservato al Gardner Museum di Boston. Notevole è la precoce acquisizione da parte di Giuliano degli insegnamenti di Giotto, che potrebbe aver recepito direttamente nel cantiere pittorico del San Francesco di Rimini, dove il fiorentino realizzava i perduti affreschi commissionati dai francescani e Giuliano potrebbe essere stato uno dei suoi collaboratori .
Sulla base di questa unica opera firmata sopravvissuta, gli storici dell'arte hanno attribuito a Giuliano diverse opere con caratteristiche simili: 
- il polittico su tavola con L'incoronazione della Vergine, santi e scene della Passione e morte di Cristo, già in collezione privata inglese e ora esposto nel Museo della città di Rimini;
- la grandiosa Crocefissione nella chiesa di San Marco a Jesi;
- la Madonna col Bambino in trono nell'oratorio del Carmine a Urbania;
- gli affreschi frammentari della chiesa di San Francesco a Fermo, conservati nella cappella absidale  e raffiguranti la Annunciazione, Visitazione e Incoronazione della Vergine.
- affresco Cristo Crocifisso con la Vergine e San Giovanni nella Sala del Capitolo della Chiesa di Santa Maria dei Servi, o Basilica di San Pellegrino Laziosi, a Forlì
- a lui o alla sua scuola è stato anche ipoteticamente attribuito l'affresco San Ludovico di Francia conservato nella Pinacoteca civica di Forlì, affresco per il quale, però, sono stati anche proposti altri nomi, tra cui quello di Guglielmo degli Organi[2].

Dell'artista resta anche il ricordo di un polittico collocato sull'altar maggiore della Chiesa degli Eremitani a Padova, firmato insieme a Pietro da Rimini e datato 1324.